# Ханија
Ханија (грч. Χανιά, итал. Canea) је главни град истоименог округа Ханија, периферије Крит. То је један од најважнијих и највећих градова јужне Грчке и други по величини град на острву Крит.

## Положај
Ханија се налази на северној обали Крита, на Егејском мору, у омањем Ханијском заливу. Град се развио између два полуострва, Акротири и Спата. Подручје града спада у низијска за веома брдовити Крит и представља најпогоднији део острва за живот.

## Историја
Град је веома богат историјом, јер је током већег дела историје Крит, а Ханија била најважније његово средиште. Прва цивилизација на подручју данашње Ханије била је критска. На подручју данашњег града налазио се тадашњи град Cydonia, чији су остаци пронађени у савременим ископавањима. Град је наставио да постоји и током античке Грчке, када постаје град-држава. Ханија се спомиње и у Одисеји. 69. п. н. е. град потпао под власт Рима и задржао много повластица, попут ковања сопственог новца до краја 3 в. н. е. Данашње име Ханија долази од турске речи Хан.
Први део византијске управе над градом трајао је од 395. године до 824. године, током којег град и острво Крит постају хришћански по карактеру. Град 824. године освајају Сарацени, који дају граду данашње име. Сарацени се окрутно понашају према затеченом хришћанском становништву, па се оно повлачи из града јужно у брда Крита. 961. године град поново улази у састав Византије, који траје до 1204. године. Град добија на значају и новом изградњом окужује се моћним зидинама. Такође, град постаје и епископско седиште.
У Четвртом крсташком рату Крсташи заузимају Цариград и већи део Византије, а Ханија потпада под власт маркиза Бонифација од Монферата, који ју је убрзо продао Млецима. Млетачка власт је наставила управу над Критом из Ханије и град се службено назива La Canea. Млетачка власт постепено успоставља добру сарадњу са месним становништвом, па у граду почиње ново раздобље бурног развоја. У то време стари град добија данашњи изглед. Развој на културном плану се нарочито сагледава у година после пада Цариграда, када много школованих људи из некадашње престонице долази на хришћански Крит, где постају носиоци нове културе, настале мешањем грчко-византијских и италијанско-ренесансних утицаја.
1645. године после двомесечног опседања градских зидина Ханија пада под османску власт. Град је по освајању опљачкан, мноштво становништва је изгинуло или побегло из града. Градске цркве се претварају у џамије, гради се амам и друге зграде источњачког типа. И поред страшног страдања Ханија задржава водећу улогу на острву захваљујући томе што постаје седиште пашалука на Криту, а у граду се јавља и муслиманска („турска”) мањина.
1821. године почиње Грчки устанак против османске власти, уперен највише против месних Турака. Устанак је завршен стварањем модерне Грчке, али она није обухватила Крит. 1878. године на Берлинском конгресу зајемчена је знатна заштита хришћана на Криту, што је проузроковало постепено исељавање Турака са острва, које је завршено 1922. године после грчко-турског рата. У ово време грчку политику представља највише личност Елефтериоса Венизелоса, који је био носилац побуне против османске власти на Криту године 1896—97. Тада је образована тзв. Република Крит са средиштем у Ханији. Овим започиње процват града, који постаје космополитски и све више европски. Коначно, Ханија и Крит су се прикључили данашњој Грчкој 1913. г, а статус средишта острва Ханија губи у корист Ираклиона.
1941. године током немачког освајања Грчке одвијала се Битка за Крит. Град је преживео тешка бомбардовања, па је тешко страдао. Тада је нестала веома дуговечна јеврејска мањина у граду. Страдало је и грчко становништво, највише због сталног учествовања у разним мерама против немачких окупатора. После Другог светског рата град се није нашао на путу Грчког грађанског рата, па се брзо економски опоравио током 50их година. Још бржи развој Ханија доживљава 70их година када долази до процвата туризма на Криту. Са друге стране, 1971. године град у потпуности губи атрибуте средишта Крита, када се управа покрајине Крит сели у много већи и средишње постављен Ираклион.

## Старо градско језгро
Град Ханија је подељен на два дела: старији и мањи и нови и већи део. Стари део града налази се до старог пристана и представља језгро око којег се развио нови део града. Око старог дела града делимично се и данас налазе зидине тврђаве из времена Млетака. Средиште старог дела града је Кастели на малом брду изнад пристана. Познат је и Трг Спланција, који је посебно жив током лета.
Најважнији трг старог дела града је Трг Елефтероса Венизелоса или једноставније Синтривани. Од овог места на запад пружа се четврт Топанас, некада хришћанска у доба османске управе, а на север четврт Овраики, некада јеврејска у доба османске управе. Обе четврти су очувале древни изглед са уским улицама, малим пјацетама и старим кућама, па су веома привлачне за туристе.
У старом делу града налази велики број вредних старих грађевина, од којих треба издвојити:
- градске зидине из свих историјских раздобља (византијско, млетачко, османско доба)
- археолошке ископине из минојског раздобља у Кастелију
- Православни катедрални храм св. Николе са остацима његовом претварања у џамију (најстарији делови из 14. в.)
- Православна црква св. Екатерине из 16. в.
- Кућа млетачког управника острвом, тзв. „Палацо” из 17. в.
- Римокатолички манастир Ст. Марија Чудесна из 1615.
- Римокатоличка црква св. Рока из 17. в.
- Ец Хајим синагога
- Млетачки светионик или „Фарос” из 15. в.
- Зграда ректората (данас Технички универзитет Крита)
- Турско купатило (хамам)
- Труска фонтана из 18. в.
- Археолошки музеј (некада фрањевачки манастир)

## Познате личности
- Елефтериос Венизелос

## Становништво
| 2011.   |
| ------- |
| 108.642 |